# Can Gorg
Can Gorg és una masia de Sils (Selva) inclosa a l'Inventari del Patrimoni Arquitectònic de Catalunya.

## Descripció
Casa de dues plantes i golfes d'estructura basilical, vessants laterals i cornisa catalana. La porta principal, situada al centre de la façana, és adovellada amb arc de mig punt i està tancada amb una reixa de ferro forjat. Té el número 40 enganxat sobre una dovella de l'arc. Les finestres són rectangulars amb llinda monolítica, i l'obertura de les golfes, té sortida a la façana amb una barana de ferro. Hi ha una altra porta, al costat dret de la façana, amb llinda rectangular i brancals de pedra. Destaca el tipus de parament dels murs perquè no és habitaual a la zona, és de maçoneria vista amb pedra molt fosca. L'estructura de l'edifici es manté i al costat dret hi ha un cobert amb bigues i cairats de fusta.

## Història
Situada a tocar de l'antic Camí Reial.